# Marc Marut
 (avril 2018).
Marc Marut est un acteur canadien né le 11 avril 1979.

## Filmographie
- Hammerman (1991–1992)
- TekWar (1994)
- The Paper Boy (1994)
- Harrison Bergeron (1995)
- Ed McBain's 87th Precinct: Ice (1996)
- Les contes d'Avonlea (1990–1996)
- Chair de poule (1995–1998)
- Happy Christmas, Miss King (1998)
- Cruelle justice (1999)
- 72 Hours: True Crime (2004)